# ISO/CEI 11179
La norme ISO/CEI 11179, connue initialement comme la norme de registre de métadonnées, est une norme de représentation des métadonnées pour une organisation dans un registre de métadonnées.
Cette norme est fortement recommandée par les agences d'État et fédérales des États-Unis, comme le site Web XML du gouvernement des États-Unis.
Les premières versions ont été publiées par l'ISO en 1994 (métamodèle). Elle n'est disponible qu'en anglais.

## Caractère stratégique
Les organisations ont aujourd'hui besoin d'échanger des données rapidement et avec précision entre des systèmes informatiques en utilisant des technologies d'interfaçages (EAI, protocoles d'échanges, etc.). Des transactions validées doivent aussi être transférées selon les règles vers des systèmes séparés d'entrepôts de données avec des structures spécialisées conçues pour donner un accès efficace aux données.
Beaucoup d'experts dans l'industrie pensent que cela ne peut être réalisé efficacement que si les données sont définies précisément et que des outils automatiques sont créés pour échanger des données entre des ordinateurs distants. L'échange précis de données entre les ordinateurs est aussi un facteur clé de succès du projet W3C web sémantique.
L'ISO/CEI 11179 est l'une des quelques normes mûres pour enregistrer des métadonnées d'entreprise dans un environnement contrôlé.

## Structure d'un registre de métadonnées ISO/CEI 11179
Un registre de métadonnées selon la norme ISO 11179, consiste en une hiérarchie de « concepts » et de propriétés associées à chaque concept. Les concepts sont similaires à la classe « Object-oriented programming » mais sans les éléments de comportement. Les propriétés sont similaires à des attributs de classe. Les normes ISO 11179 demandent que chaque concept et propriété doit avoir une définition d'élément exprimée très clairement.

## Structure de la norme ISO/CEI 11179

### Plan général
La norme comprend 11 parties:
- Partie 1 : cadre de référence pour la spécification et la standardisation des éléments (32 pages)
- Partie 2 : classification des éléments (9 pages)
- Partie 3 : attributs de base des éléments (19 pages)
- Partie 30 : attributs de base des métadonnées
- Partie 31 : métamodèle pour l'enregistrement des spécifications de données
- Partie 33 : métamodèle pour l'enregistrement de systèmes de concepts
- Partie 34 : métamodèle pour l'enregistrement de données calculables
- Partie 35 : métamodèle pour l'enregistrement du modèle
- Partie 4 : règles et directives pour la formulation des définitions de données (9 pages)
- Partie 5 : principes de dénomination et d'identification des éléments de données (17 pages)
- Partie 6 : enregistrement des éléments (62 pages)

La partie 1 explique l'objectif de chaque partie. La partie 3 spécifie le métamodèle qui définit le registre. Les autres parties specifient différents aspects de l'utilisation du registre.

### Éléments
Chaque élément dans un registre de métadonnées ISO/CEI 11179 :
- doit être classifié dans un schéma de classification (11179-2) Voir Schéma de classification
- doit être défini par la formulation de règles de définitions de données (11179-4) Voir définition d'élément
- sera identifié de façon unique avec le registre (11179-5)
- doit être nommé selon les principes de nommage et d'identification (11179-5) Voir Nom d'élément
- doit être inscrit selon les Registration guidelines (11179-6)

### Plan de la partie 6 enregistrement
La partie 6 sur l'enregistrement est de loin la plus volumineuse (62 pages, revue en 2005). Elle décrit l'organisation, les rôles et responsabilités des autorités qui gèrent les registres de métadonnées.
1. Scope
2. Normative references
3. Terms and definitions
4. Concept of operation
5. Metadata registries of administered items
6. Conformance

- Annex A - Administered items identifiers
- Annex B - Contents of the metadata registry : metadata attributes
- Annex C - Suggested functional operating procedures. Roles and responsibilities
- Annex D - Suggested functional operating procedures. Concept of operation.
- Annex E - Suggested functional operating procedures. Procedures
- Annex F - Suggested functional operating procedures. Hamonization
- Annex G - Frequently Asked Questions

- Bibliographie : information géographique ISO CD 19135

Du point de vue des rôles, la norme distingue trois profils :
- Registration Authorities (RA),
- Responsible Organizations (RO),
- Submitting Organizations (SO).

Les Registration Acting Bodies peuvent être RA, RO, ou SO.
La norme décrit les attributs des métadonnées, les statuts des « administered items », et les attributs par statuts.

## Exemples de registres de métadonnées
Les registres de métadonnées suivants déclarent suivre les principes de l'ISO/CEI 11179, bien qu'il n'y ait eu aucun test par un tiers de la conformité aux principes de la norme de registre de métadonnées :
- Australian Institute of Health and Welfare - Metadata Online Registry (METeOR)
- US Department of Justice - Global Justice XML Data Model GJXDM
- US Environmental Protection Agency - Environmental Data Registry
- US Health Information Knowledgebase (USHIK)
- US National Cancer Institute - Cancer Data Standards Repository (caDSR)
- US National Information Exchange Model NIEM.

## Fournisseur de registres de métadonnées qui déclarent être conformes à l'ISO/CEI 11179
Par liste alphabétique :
- Data Foundations Metadata Registry
- Oracle Enterprise Metadata Manager (EMM)

Il n'y a pas d'agence indépendante qui certifie la conformité à l'ISO/CEI 11179.